# Adam Krzesiński
Adam Artur Krzesiński, född den 13 september 1965 i Warszawa, Polen, är en polsk fäktare som tog OS-silver i herrarnas lagtävling i florett i samband med de olympiska fäktningstävlingarna 1996 i Atlanta.